# 9-Nine
9-Nine es una serie de novela visual japonesa para adultos desarrollada y publicada por Palette. Fue lanzada para Windows en cuatro episodios desde abril de 2017 hasta abril de 2020. Luego fue portada a PlayStation 4 y Nintendo Switch en junio de 2022. Sekai Project lanzó una versión en inglés de las novelas visuales desde febrero de 2019 hasta marzo de 2021. Se lanzó un episodio adicional en abril de 2021. 
Una adaptación de manga con arte de Izumi Kawachi se ha serializado en línea a través del sitio web Gaugau Monster de Futabasha desde octubre de 2021. Se lanzará un spin-off de las novelas visuales en el primer trimestre de 2025. Una adaptación de la serie de televisión de anime producida por PRA, titulada 9-Nine: Ruler's Crown, se estrenará en julio de 2025.

## Personajes
Kakeru Nīmi (新海 翔 Nīmi Kakeru?)
 Seiyū: Atsushi Abe
Miyako Kujō (九條 都 Kujō Miyako?)
 Seiyū: Misato Fukuen
Sora Nīmi (新海 天 Nīmi Sora?)
 Seiyū: Atsumi Tanezaki
Haruka Kōsaka (香坂 春風 Kōsaka Haruka?)
 Seiyū: Yuri Yamaoka
Noa Yūki (結城 希亜 Yūki Noa?)
 Seiyū: Akane Fujita
Sophitia (ソフィーティア Sofītia?)
 Seiyū: Satomi Arai
Satsuki Naruse (成瀬 沙月 Naruse Satsuki?)
 Seiyū: Hana Takeda
Yoichi Fukazawa (深沢 与一 Fukazawa Yoichi?)
 Seiyū: Kazutomi Yamamoto
Renya Takamine (高峰 蓮夜 Takamine Renya?)
 Seiyū: Tomokazu Sugita

## Media

### Anime
El 29 de mayo de 2024 se anunció una adaptación televisiva de serie de anime. La serie, titulada 9-Nine: Ruler's Crown, está producida por PRA y dirigida por Kōichi Ōhata, con personajes diseñados por Saori Sakiguchi. El elenco de los juegos anteriores repetirá sus papeles. Está previsto que se estrene en julio de 2025. El tema final es "Pale Blaze" interpretado por Chihiro Yonekura.